# Caratteristiche diagnostiche del suolo secondo USDA

## Caratteristiche diagnostiche

### Cambiamento abrupto di tessitura
Indica un rapido cambiamento, con la profondità, del contenuto di argilla; si verifica di frequente al limite fra un epipedon ochrico e un orizzonte diagnostico albico o argillico.

### Carbonati secondari

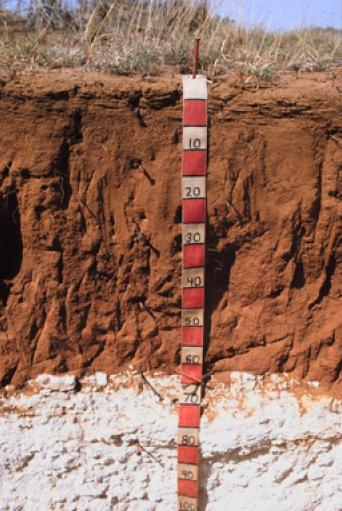
Accumulo di carbonati secondari.

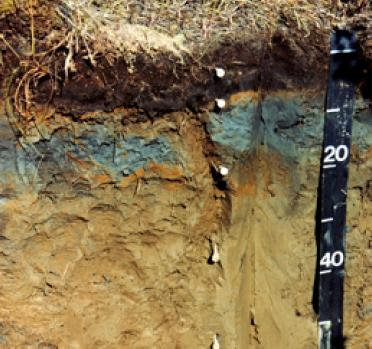
Suolo interessato da condizioni aquiche, Alaska.

Sono degli accumuli di carbonato di calcio che ha subito una traslocazione all'interno del suolo seguita da rideposizione sotto forma di aggregati (noduli, masse, concrezioni) o di rivestimenti sulle superfici dei ped, delle singole particelle di suolo o dei frammenti rocciosi.

### Coefficiente di estensione lineare (COLE)
Il COLE è il rapporto fra la differenza di lunghezza di una zolla di terra allo stato umido (Lm) e allo stato secco (Ld) e la lunghezza allo stato secco.
{\displaystyle COLE=(Lm-Ld)/Ld}
Il COLE fornisce una misura di quanto il suolo si può contrarre se secco e gonfiare se umido; varia in dipendenza del contenuto di argille a reticolo espandibile, particolarmente abbondanti nei suoli appartenenti all'ordine dei vertisol.
Il valore del COLE di un particolare orizzonte moltiplicato per il suo spessore in centimetri dà l'estensione lineare.

### Condizioni aquiche
Un suolo è soggetto a condizioni aquiche quando è soggetto, temporaneamente o permanentemente, a saturazione idrica, cioè quando l'acqua nel suolo è ritenuta ad una tensione maggiore o uguale a 0; tali condizioni vengono indicate da screziature redox, vale a dire da zone di accumulo di ossidi di ferro, alluminio o manganese alternate a zone in cui questi elementi sono stati ridotti e mobilizzati.
Vengono identificati tre tipi di saturazione idrica:
- endosaturazione: suolo completamente saturo in tutti gli strati entro 2 metri dalla superficie;
- episaturazione: suolo saturo in uno o più strati entro i 2 metri di profondità; lo strato saturo ne sovrasta uno non saturo;
- saturazione antrica: condizione di saturazione idrica temporanea derivante da azione antropica (tipico esempio i campi allagati per la coltivazione del riso).

La saturazione idrica in un terreno può essere dovuta a:
- drenaggio difficoltoso;
- clima molto piovoso in certe stagioni, specie se associato a tessiture fini;
- irrigazione.

### Contatto litico e paralitico
Un contatto litico è costituito da un limite fra un suolo e il materiale non pedogenizzato sottostante, nel caso in cui detto materiale sia roccioso e coerente; nel caso di materiale non roccioso, si parla di contatto paralitico.

### Contatto petroferrico
Un contatto petroferrico è un limite fra un suolo e uno strato sottostante di materiale indurito da minerali di ferro e privo o molto povero di sostanza organica.

### Digitazioni di materiale albico
Sono costituite da penetrazioni di materiale albico nell'orizzonte di suolo sottostante (argillico, kandico o natrico) per almeno 5 cm.
I materiali albici (dal lat. albus, bianco) indicano, dei componenti del suolo che derivano da eluviazione di minerali argillosi e di ossidi di Fe o Al; in questo modo, il colore viene determinato esclusivamente dalla colorazione dei minerali primari di sabbia o di limo.

### Durinodi
Noduli induriti o cementati da silice.

### Materiali organici
Sono materiali che si rinvengono nei suoli organici (Histosol); si possono distinguere in vari tipi, a seconda dell'origine e del grado di decomposizione:
- materiale fibrico: poco decomposto, il materiale vegetale è ancora per la maggior parte riconoscibile a occhio nudo;
- materiale hemico: grado di decomposizione intermedio;
- materiale saprico: materiale vegetale ad un elevato grado di decomposizione, per la quasi totalità non riconoscibile ad occhio nudo;
- materiale humilluvico: accumulo di humus illuviale;
- materiale limnico dal greco limnos, lago, si tratta di materiale depositato in acqua da organismi acquatici.

### Materiali sulfidici

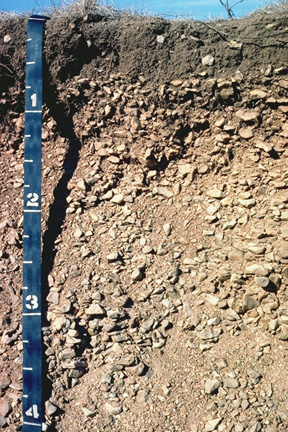
Mollisol con orizzonte diagnostico superficiale mollico.

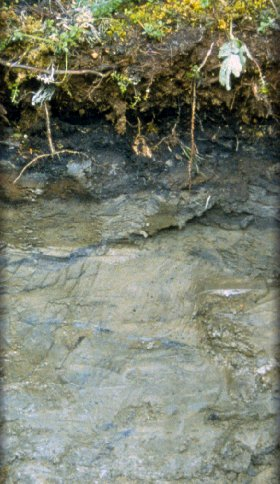
Gelisol, un suolo di tundra, con permafrost.

Materiali che contengono dei composti ossidabili dello zolfo, con pH minore di 3,5; tipicamente, i materiali sulfidici si accumulano in suoli di paludi costiere con falda acquifera salata. Se drenati e quindi ossidati, i composti sulfidici producono acido solforico e il pH precipita a valori anche inferiori a 2.

### Minerali alterabili
Minerali del suolo che possono ancora subire alterazione. In caso di suoli a regime di umidità udico (clima umido), ad esempio, sono considerati tali i minerali argillosi a struttura 2:1. Un esempio di minerale non alterabili è ad esempio il quarzo.

### Orizzonti diagnostici
Gli orizzonti diagnostici sono dei particolari strati di suolo, non necessariamente coincidenti con gli orizzonti genetici, che presentano particolari caratteristiche quantitative che forniscono informazioni riguardo ai fattori di formazione che hanno influenzato la pedogenesi.

### Permafrost
È uno strato di suolo caratterizzato da temperatura sempre inferiore al punto di congelamento dell'acqua; può avere consistenza dura o sciolta.

### Plintite
Una plintite è un miscuglio soffice di argilla, quarzo e ossidi di ferro, povera di sostanza organica, tipico dei suoli di clima tendenzialmente caldo. Può, dopo numerosi cicli di inumidimento e disseccamento, indurirsi irreversibilmente diventando una petroplintite.

### Proprietà andiche
Dal giapponese an do, suolo scuro. Indicano la presenza di grosse quantità di composti amorfi come allofane, imogolite o composti alluminio-humus. Sono caratteristiche dei suoli vulcanici (molto spesso scuri, donde il nome) ricchi di vetro vulcanico.

### Regimi di temperatura
Nella tassonomia USDA i regimi di temperatura vengono descritti dalla temperatura media del suolo nella zona più superficiale (5–100 cm), ossia quella più interessata dalla radicazione delle piante. In pratica, la temperatura di riferimento è quella alla profondità di 50 cm, che costituisce la sezione di controllo per quanto riguarda la temperatura; nel caso di suoli meno profondi, la temperatura si misura in corrispondenza del contatto con la roccia.
La temperatura media annuale del suolo è strettamente correlata con la temperatura media dell'aria, anche se la relazione non è sempre lineare; esistono inoltre differenze riguardo alle escursioni termiche fra i mesi estremi, che nel suolo sono più contenute. Dove non esistono stazioni di rilevamento per la misurazione della temperatura nel suolo (come succede nella maggior parte dei casi), queste vengono dedotte dalle medie termiche misurate nell'aria (il suolo ha una temperatura media maggiore di circa 1 °C rispetto ad essa).
Vengono identificati vari regimi di temperatura:
- pergelico: temperatura media annua del suolo inferiore a 0 °C;
- frigido
- cryico
- mesico
- termico
- ipertermico

### Regimi di umidità
I regimi di umidità in un suolo vengono definiti tramite l'analisi dei rapporti fra suolo e acqua, consentendo così di prendere in considerazione il fattore climatico nella valutazione di un suolo. Sono utilizzate per definire livelli tassonomici anche molto elevati.